# Tuvalu Overseas Seamen’s Union
Tuvalu Overseas Seamen's Union (TOSU) ist die einzige registrierte Gewerkschaft (trade union) in Tuvalu. Sie vertritt Arbeiter auf ausländischen Schiffen und hat ca. 600 Mitglieder.
Die TOSU ist im Dachverband der International Transportworkers Federation. Generalsekretär ist Valo Valo.

## Arbeitssituation
Tuvaluer sind bekannt für ihre Schifffahrtskenntnisse. Das Tuvalu Maritime Training Institute (TMTI) auf dem Motu Amatuku in Funafuti bildet jedes Jahr etwa 120 Marine Cadets aus, so dass sie sich als Matrosen bei Handelsschiffen bewerben können. Das TMTI wird aufgrund des Tuvalu Maritime Training Institute Act 2000 betrieben.
Man schätzt, dass etwa 800 Tuvaluer aktiv in der Seefahrt sind, ungefähr 15 Prozent der männlichen Population. Die Ahrenkiel-Gruppe aus Deutschland ist der größte Arbeitgeber für tuvaluer Seeleute.
Die Einkünfte der Seeleute sind eine Haupteinkunftsquelle für Familien in Tuvalu. Die Seeleute stehen allerdings in Konkurrenz zu Seeleuten aus Kiribati und Seeleuten aus süd- und südostasiatischen Ländern. Die höheren Transportkosten für Tuvaluer und I-Kiribati, um zu den Anheuerungs-Plätzen zu kommen, ist ein großer Standortnachteil. Auch strukturelle Änderungen der Handelsmarine führen zu starken Rückgängen bei Beschäftigung und Besoldung. Die zunehmende Automatisierung von Verladeaktionen hat ebenfalls zu einem Rückgang der Beschäftigung geführt.